# أليصابت ناغي (مجدفة)
أليصابت ناغي (بالمجرية: Nagy Erzsébet)‏ هي مجدفة مجرية، ولدت في 27 مارس 1946 في بودابست في المجر.

## وصلات خارجية
- أليصابت ناغي على موقع الاتحاد الدولي للتجديف (الإنجليزية)
- أليصابت ناغي على موقع اللجنة الأولمبية الدولية (الإنجليزية)
- أليصابت ناغي على موقع أوليمبيديا (الإنجليزية)